# Cantone di Poás
Il cantone di Poás è un cantone della Costa Rica facente parte della provincia di Alajuela.

## Geografia antropica

### Suddivisioni amministrative
Il cantone  è suddiviso in 5 distretti:
- Carrillos
- Sabana Redonda
- San Juan
- San Pedro
- San Rafael